# Monticola rufocinereus
Monticola rufocinereus là một loài chim trong họ Muscicapidae.